# Basketball-Bundesliga 1966-1967
La Basketball-Bundesliga 1966-1967 è stata la 1ª edizione del massimo campionato tedesco occidentale di pallacanestro maschile. La vittoria finale è stata ad appannaggio del MTV Gießen.

## Risultati

### Stagione regolare

#### Gruppen Nord
|     | Squadra           | G  | V | N | P | PF   | PS   | Pt. | Qualificazione |
| --- | ----------------- | -- | - | - | - | ---- | ---- | --- | -------------- |
| 1.  | VfL Osnabrück     | 18 |   |   |   | 1527 | 1178 | 36  | playoffs       |
| 2.  | SSV Hagen         | 18 |   |   |   | 1304 | 1272 | 23  | playoffs       |
| 3.  | MTV Wolfenbüttel  | 18 |   |   |   | 1132 | 1042 | 23  |                |
| 4.  | TuSA Düsseldorf   | 18 |   |   |   | 1209 | 1136 | 21  |                |
| 5.  | ATV 77 Düsseldorf | 18 |   |   |   | 1268 | 1139 | 20  |                |
| 6.  | Oldenburger TB    | 18 |   |   |   | 1194 | 1191 | 16  |                |
| 7.  | ASC Gelsenkirchen | 18 |   |   |   | 1129 | 1283 | 13  |                |
| 8.  | Post-SV Hannover  | 18 |   |   |   | 1060 | 1247 | 12  |                |
| 9.  | Hellas Gottinga   | 18 |   |   |   | 1149 | 1306 | 10  | retrocesse     |
| 10. | TSV Hagen 1860    | 18 |   |   |   | 1187 | 1365 | 6   | retrocesse     |

#### Gruppen Süd
|     | Squadra           | G  | V | N | P | PF   | PS   | Pt. | Qualificazione |
| --- | ----------------- | -- | - | - | - | ---- | ---- | --- | -------------- |
| 1.  | MTV 1846 Gießen   | 18 |   |   |   | 1384 | 1114 | 32  | playoffs       |
| 2.  | GW Francoforte    | 18 |   |   |   | 1430 | 1082 | 31  | playoffs       |
| 3.  | USC Heidelberg    | 18 |   |   |   | 1462 | 1142 | 31  |                |
| 4.  | Bayern Monaco     | 18 |   |   |   | 1195 | 1146 | 21  |                |
| 5.  | Schwaben Augsburg | 18 |   |   |   | 1140 | 1204 | 16  |                |
| 6.  | TSV 1860 Monaco   | 18 |   |   |   | 1136 | 1193 | 14  |                |
| 7.  | Heidelberger TV   | 18 |   |   |   | 1051 | 1180 | 13  |                |
| 8.  | Darmstadt         | 18 |   |   |   | 1105 | 1364 | 12  |                |
| 9.  | MTSV Schwabing    | 18 |   |   |   | 882  | 1167 | 6   | retrocesse     |
| 10. | Möhringen         | 18 |   |   |   | 1099 | 1292 | 4   | retrocesse     |

## Playoff
|  | Semifinali | Semifinali     | Semifinali |            |    | Finale    | Finale | Finale |  |
|  |            |                |            |            |    |           |        |        |  |
|  | N1         | Osnabrück      | 2          |            |    |           |        |        |  |
|  | N1         | Osnabrück      | 2          |            |    |           |        |        |  |
|  | S2         | GW Francoforte | 0          |            |    |           |        |        |  |
|  | S2         | GW Francoforte | 0          |            | N1 | Osnabrück | 73     |        |  |
|  |            |                |            |            | N1 | Osnabrück | 73     |        |  |
|  |            |                | S1         | MTV Gießen | 85 |           |        |        |  |
|  | S1         | MTV Gießen     | S1         | MTV Gießen | 85 | 1         |        |        |  |
|  | S1         | MTV Gießen     |            |            |    |           |        |        |  |
|  | N2         | SSV Hagen      | 1          |            |    |           |        |        |  |

| Basketball-Bundesliga 1966-1967 |
| ------------------------------- |
| MTV Gießen 2º titolo            |

## Formazione vincitrice
| N° | Naz.                      | Ruolo | Sportivo            |  | Alt. |  |
| -- | ------------------------- | ----- | ------------------- |  | ---- |  |
|    | Germania Ovest (bandiera) | G     | Gerhard Heindel     |  | 180  |  |
|    | Germania Ovest (bandiera) | G     | Dietfried Kienast   |  |      |  |
|    | Germania Ovest (bandiera) | G     | Wolfgang Dort       |  | 182  |  |
|    | Germania Ovest (bandiera) | P     | Heinz Ross          |  | 177  |  |
|    | Germania Ovest (bandiera) | A     | Jochen Glock        |  | 193  |  |
|    | Germania Ovest (bandiera) | A     | Holger Geschwindner |  | 192  |  |
|    | Germania Ovest (bandiera) | A     | Jochen Wucherer     |  | 190  |  |
|    | Germania Ovest (bandiera) | C     | Rainer Jörg         |  | 196  |  |
|    | Germania Ovest (bandiera) | C     | Klaus Jungnickel    |  |      |  |
|    | Germania Ovest (bandiera) | C     | Bernd Röder         |  |      |  |
|    | Ungheria (bandiera)       | All.  | Laszlo Lakfalvi     |  |      |  |